# Lentvaris
Lentvaris (polsky Landwarów) je městečko v Litvě, které se nachází mezi Vilniusem a Trakai na železniční trati Vilnius-Šiauliai-Klaipėda (významný železniční uzel, odbočka na Trakai). V roce 2006 mělo přibližně 11 800 obyvatel.
Obec je poprvé zmiňována v roce 1596. K jeho rozmachu došlo v souvislosti se stavbou železnice Sankt Petersburg–Varšava v roce 1861.
Lentvaris se v roce 1946 stal městem. Zajímavou stavbou ve městě je novogotický palác (původem rusínského z LDK (Velkoknížectví Litevského)) rodu Tiškevičů z 19. století.

## Významní rodáci
- Aleksandras Belgardas (1902–1992), vědec, biolog, ekolog, geobotanik
- Igor Przegrodzki (1926–2009), herec, režisér, pedagog
- Teresa Żylis-Gara (* 23. 1. 1930), polská zpěvačka, operní sólistka
- Ewa Maria Ostrowska (1938–2012), polská spisovatelka
- Stanisław Lenartowicz (1921–2010), režisér kina